# Vouhenans
Vouhenans est une commune française située dans le département de la Haute-Saône, la région culturelle et historique de Franche-Comté et la région administrative Bourgogne-Franche-Comté.

## Géographie

### Topographie
Le relief est relativement plat, voire vallonné comme en témoigne la présence de la butte offrant un panorama sur la ville de Lure voisine et le massif des Vosges.

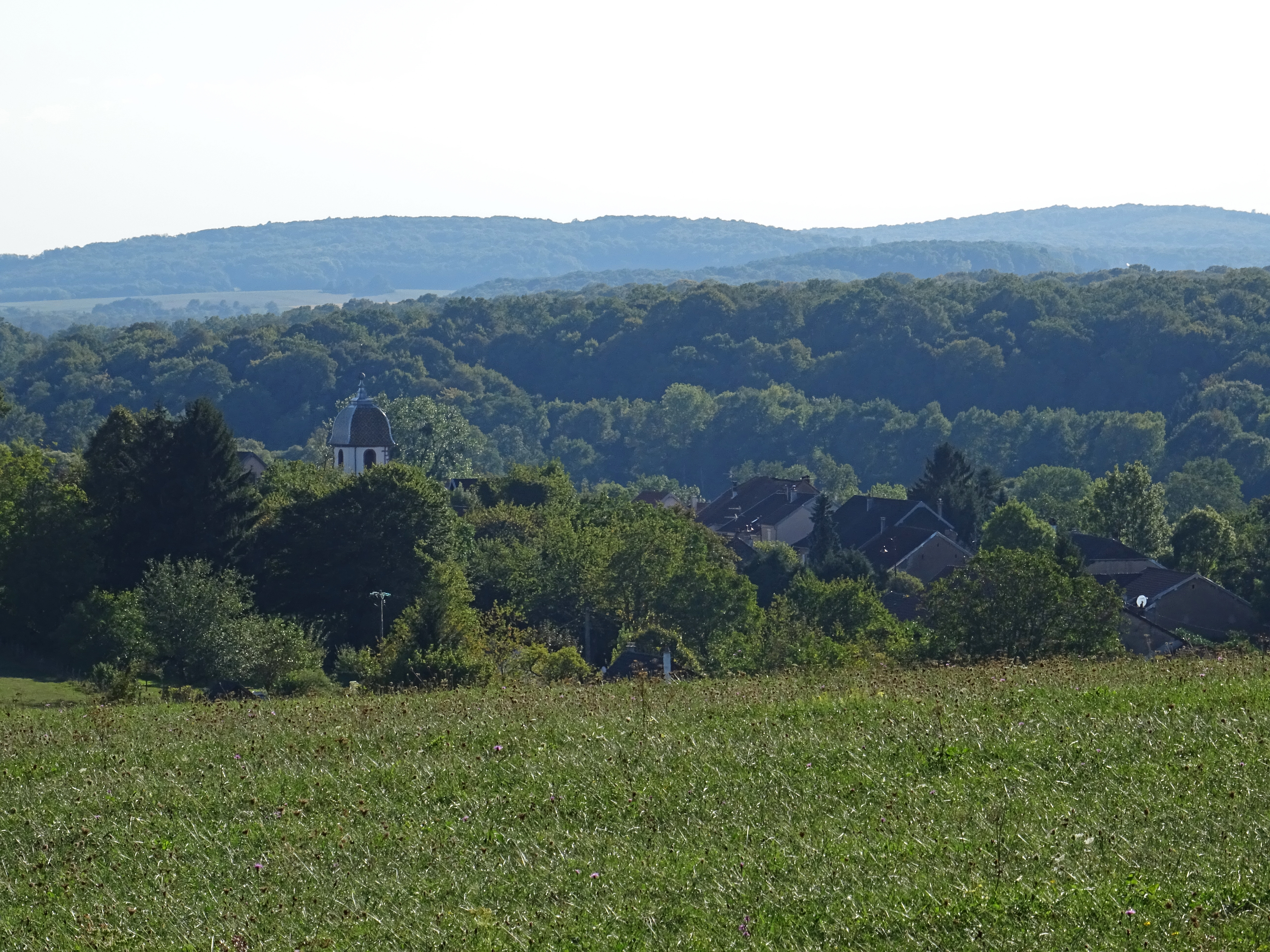
Paysage de Vouhenans.
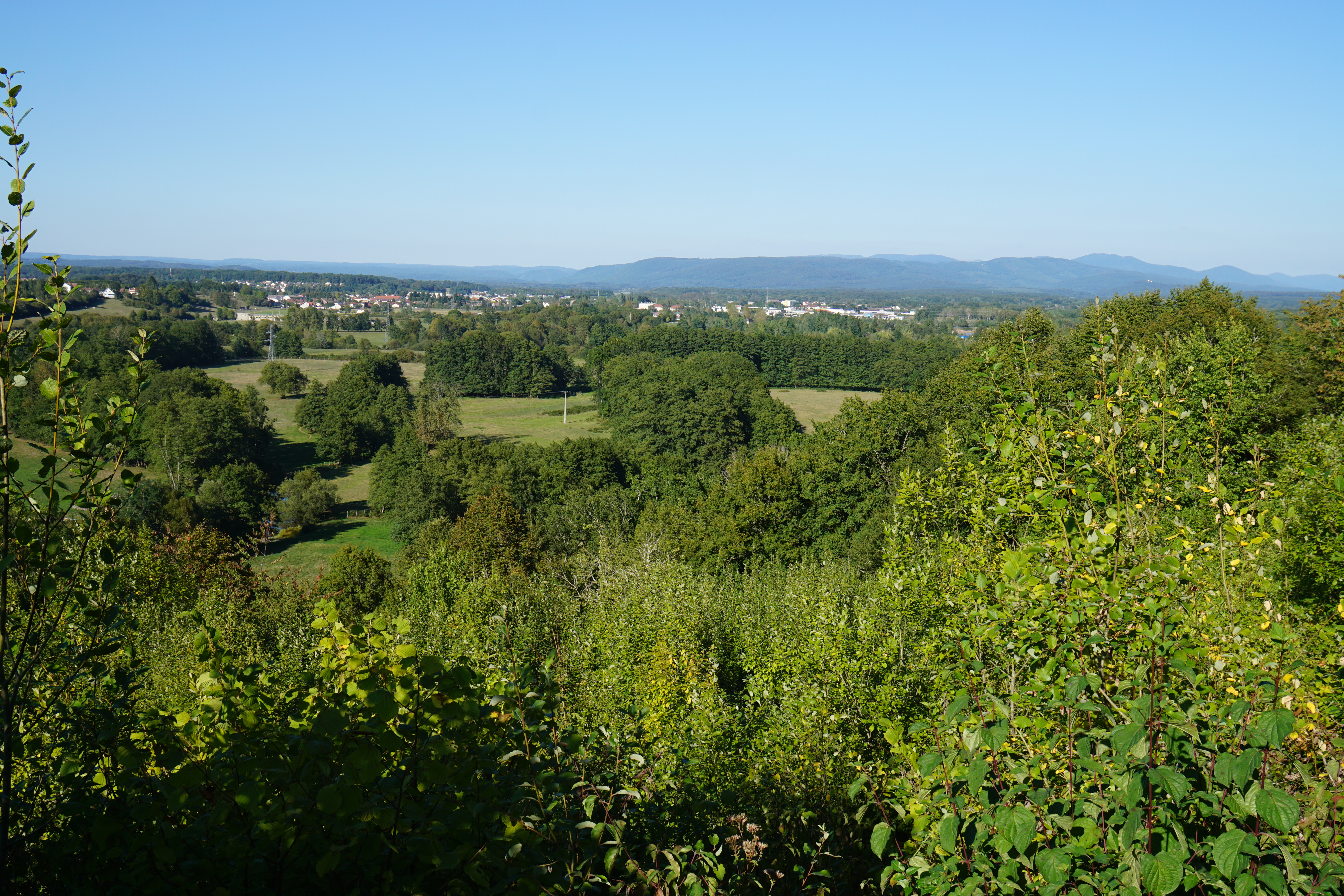
Paysage vers Lure et les Vosges.
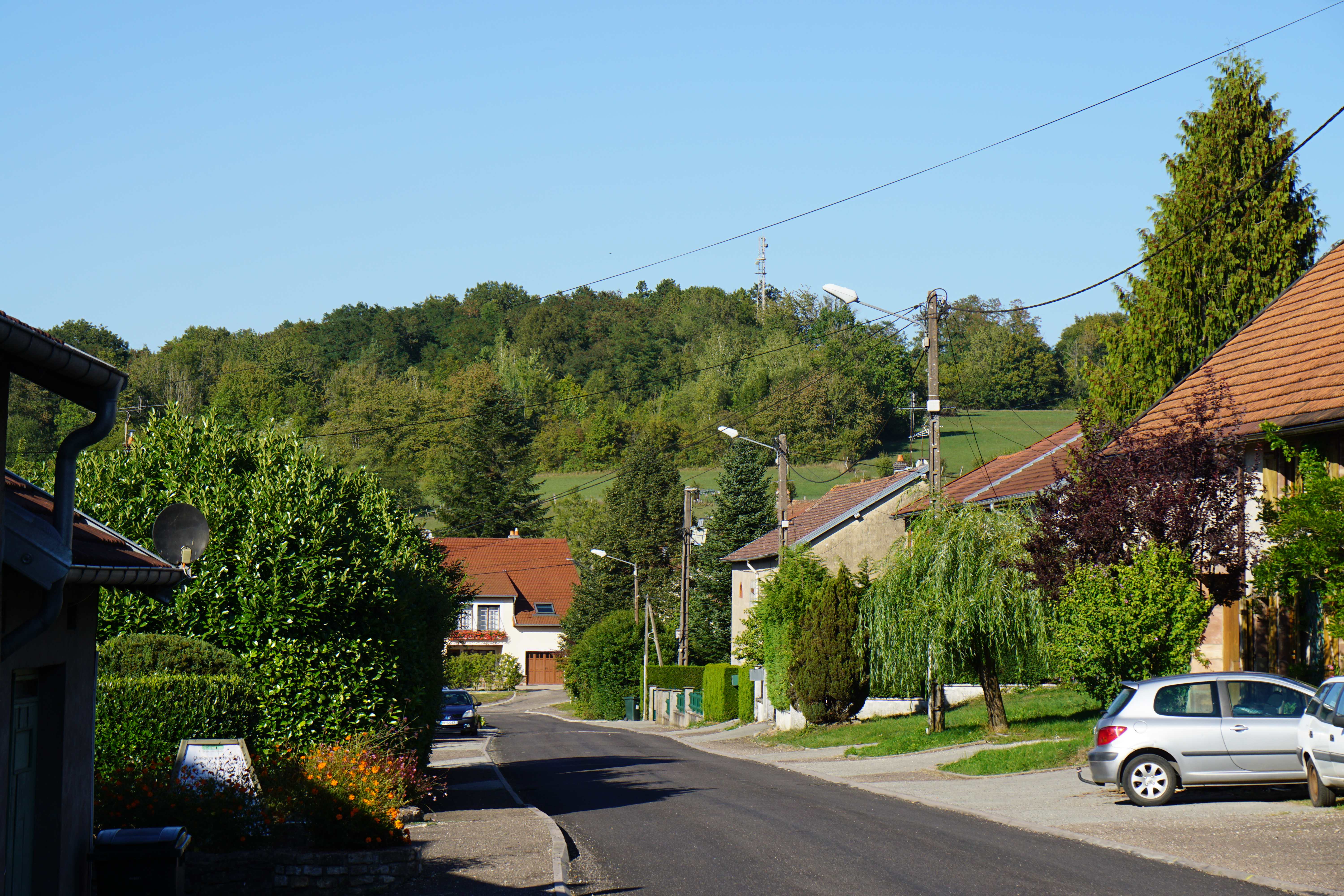
La butte.

### Géologie
Le territoire communal repose sur le bassin houiller keupérien de Haute-Saône, il fait partie de la concession d'Athesans brièvement exploitée de 1840 à 1845.

### Hydrographie
La commune est traversée par une rivière, l'Ognon et son affluent le Rahin. Deux étangs sont sur le sol de Vouhenans.

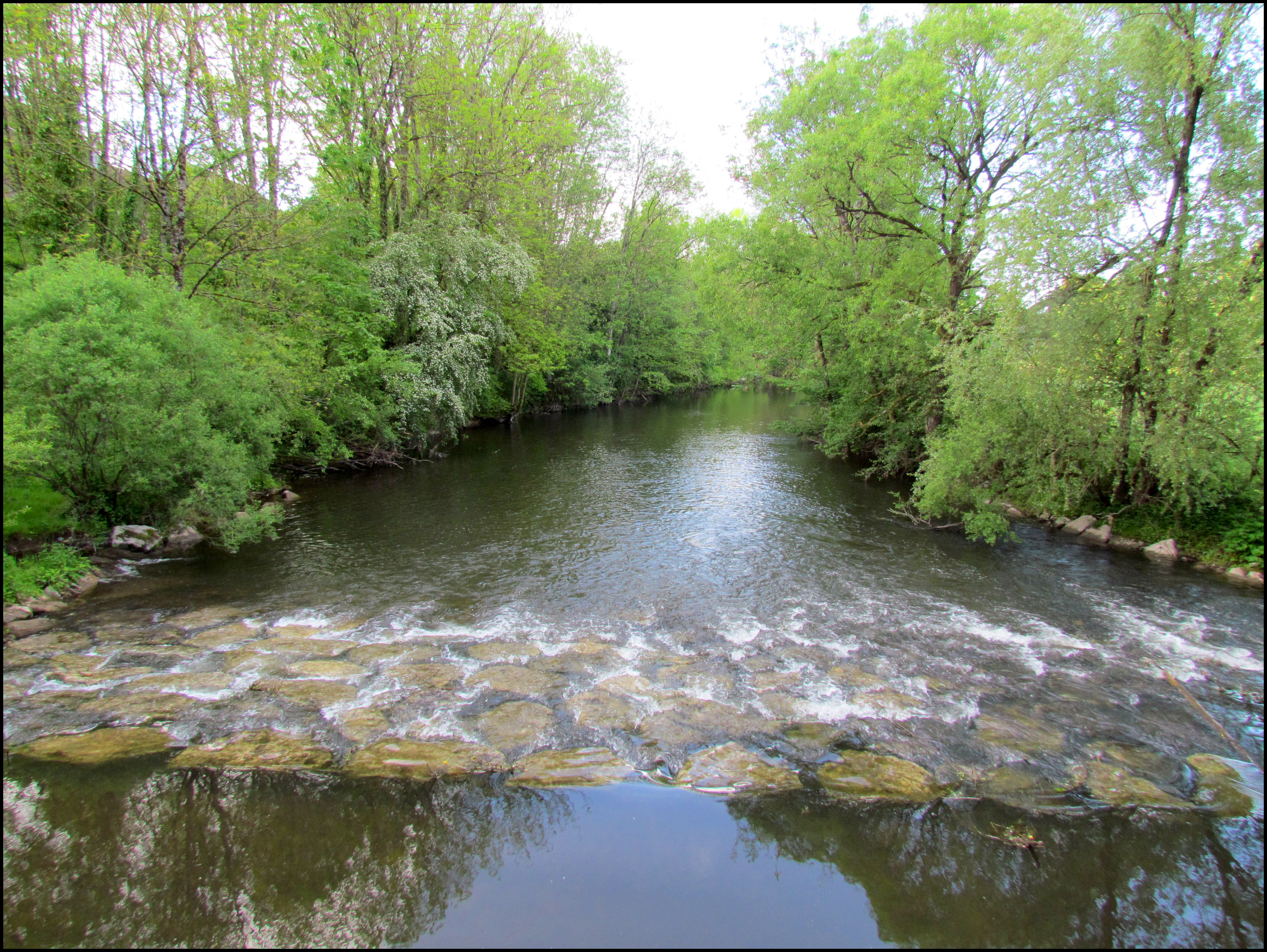
L'Ognon à Vouhenans.
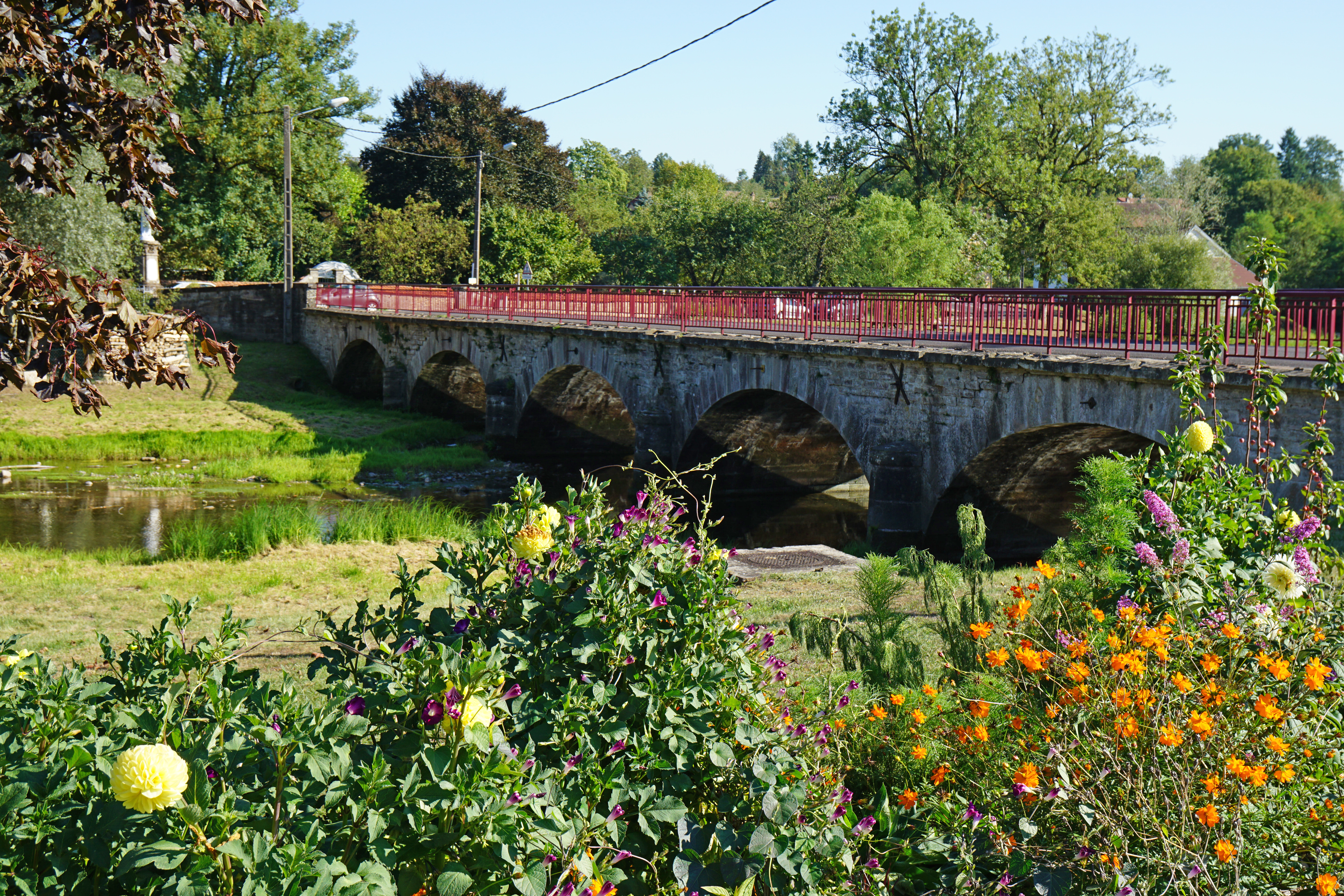
Le pont.
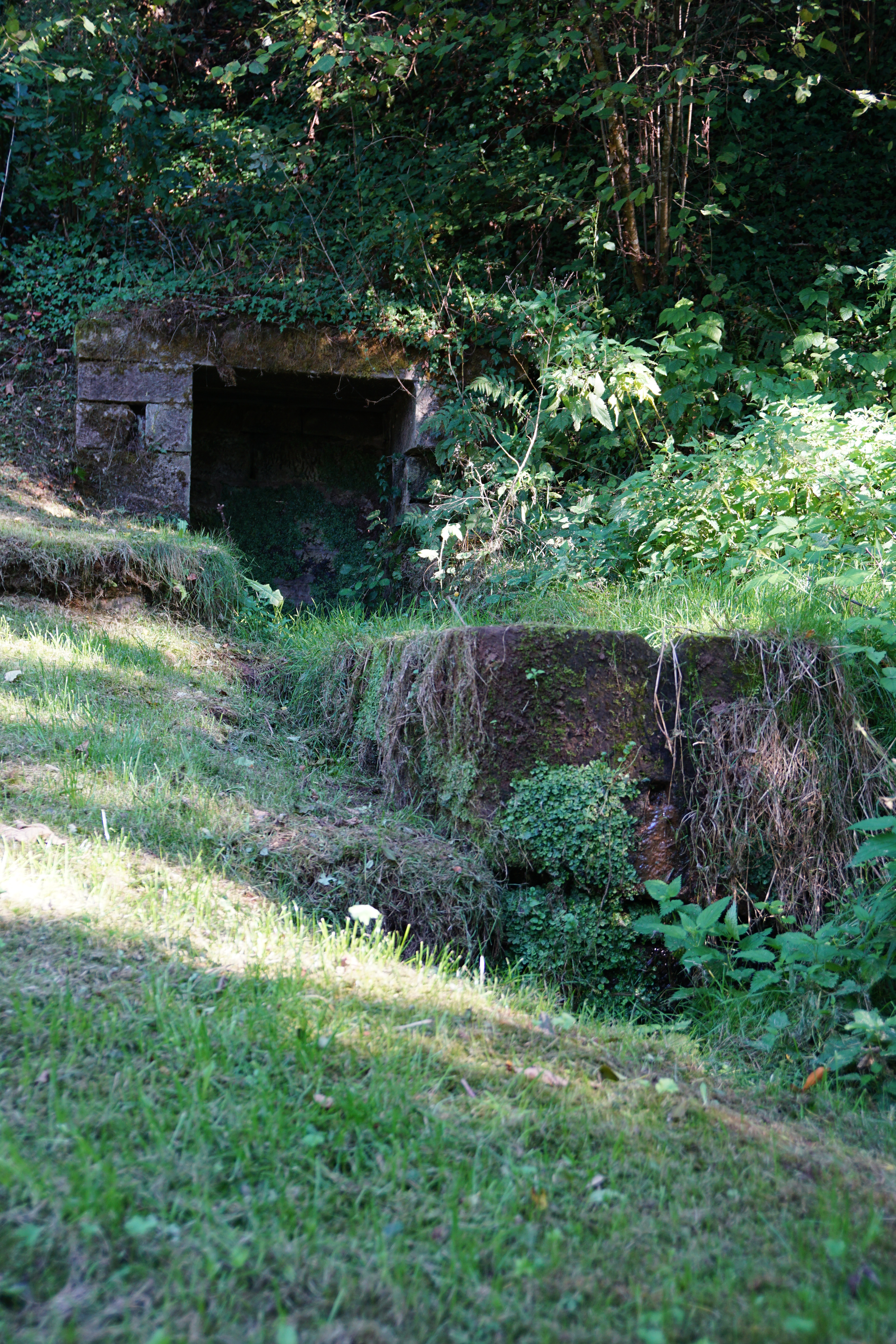
Source.
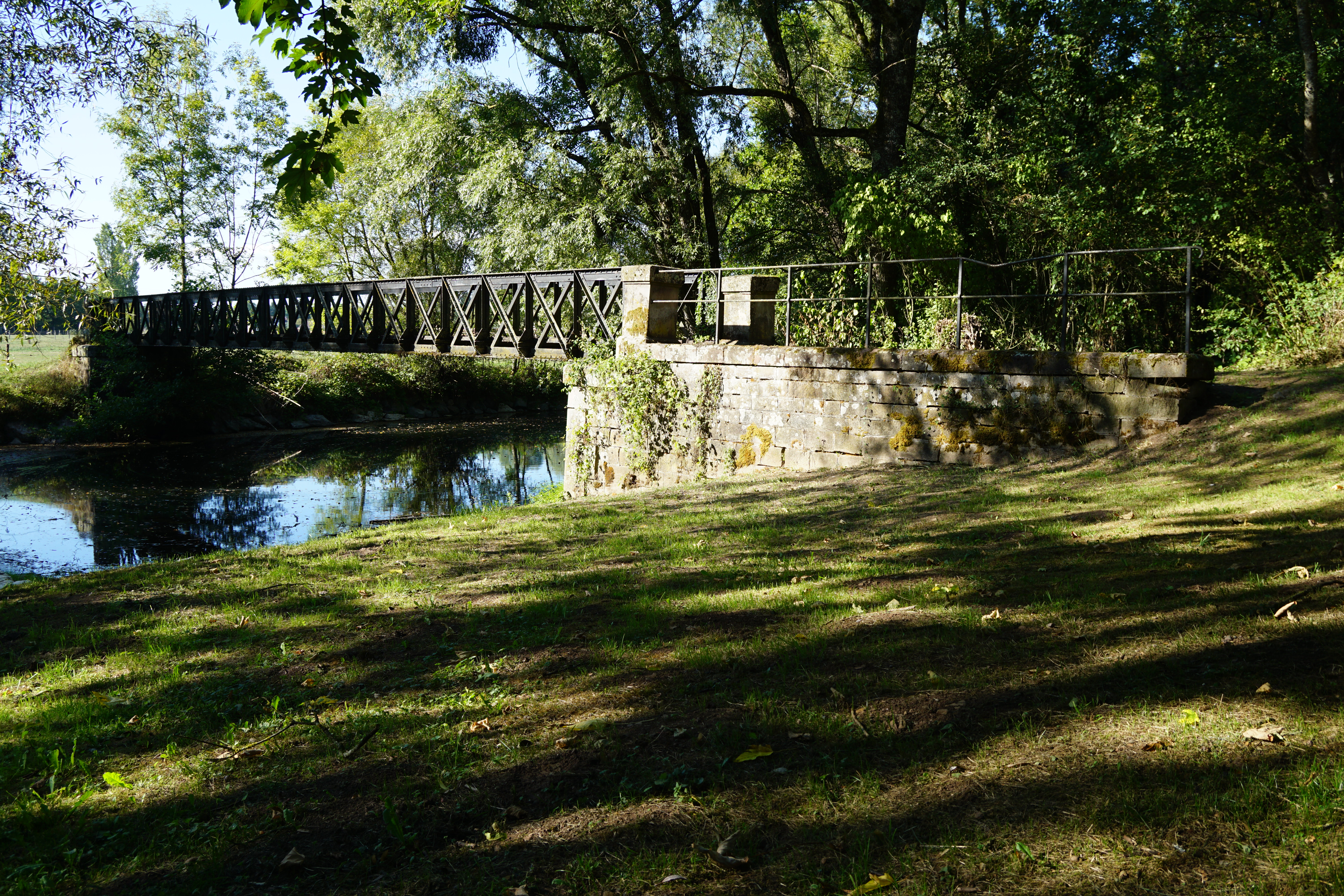
Petit pont.

### Climat
Pour des articles plus généraux, voir Climat de la Bourgogne-Franche-Comté et Climat de la Haute-Saône.
En 2010, le climat de la commune est de type climat de montagne, selon une étude du Centre national de la recherche scientifique s'appuyant sur une série de données couvrant la période 1971-2000. En 2020, Météo-France publie une typologie des climats de la France métropolitaine dans laquelle la commune est exposée à un climat semi-continental et est dans la région climatique  Lorraine, plateau de Langres, Morvan, caractérisée par un hiver rude (1,5 °C), des vents modérés et des brouillards fréquents en automne et hiver. 
Pour la période 1971-2000, la température annuelle moyenne est de 9,9 °C, avec une amplitude thermique annuelle de 17,5 °C. Le cumul annuel moyen de précipitations est de 1 046 mm, avec 12,9 jours de précipitations en janvier et 10,3 jours en juillet. Pour la période 1991-2020, la température moyenne annuelle observée sur la station météorologique de Météo-France la plus proche, « Villersexel Sa », sur la commune de Villersexel à 12 km à vol d'oiseau, est de 10,8 °C et le cumul annuel moyen de précipitations est de 1 037,9 mm. 
La température maximale relevée sur cette station est de 38,4 °C, atteinte le 8 août 2003 ; la température minimale est de −19,4 °C, atteinte le 20 décembre 2009,,. 
Les paramètres climatiques de la commune ont été estimés pour le milieu du siècle (2041-2070) selon différents scénarios d'émission de gaz à effet de serre à partir des nouvelles projections climatiques de référence DRIAS-2020. Ils sont consultables sur un site dédié publié par Météo-France en novembre 2022.

## Urbanisme

### Typologie
Au 1er janvier 2024, Vouhenans est catégorisée commune rurale à habitat dispersé, selon la nouvelle grille communale de densité à sept niveaux définie par l'Insee en 2022.
Elle appartient à l'unité urbaine de Lure, une agglomération intra-départementale regroupant quatre  communes, dont elle est une commune de la banlieue,,. Par ailleurs la commune fait partie de l'aire d'attraction de Lure, dont elle est une commune de la couronne,. Cette aire, qui regroupe 33 communes, est catégorisée dans les aires de moins de 50 000 habitants,.

### Occupation des sols
L'occupation des sols de la commune, telle qu'elle ressort de la base de données européenne d’occupation biophysique des sols Corine Land Cover (CLC), est marquée par l'importance des territoires agricoles (50,6 % en 2018), en diminution par rapport à 1990 (58,4 %). La répartition détaillée en 2018 est la suivante : 
forêts (38 %), prairies (32,6 %), zones agricoles hétérogènes (10,8 %), terres arables (7,2 %), zones urbanisées (6,6 %), milieux à végétation arbustive et/ou herbacée (4,7 %), eaux continentales (0,1 %). L'évolution de l’occupation des sols de la commune et de ses infrastructures peut être observée sur les différentes représentations cartographiques du territoire : la carte de Cassini (XVIIIe siècle), la carte d'état-major (1820-1866) et les cartes ou photos aériennes de l'IGN pour la période actuelle (1950 à aujourd'hui).

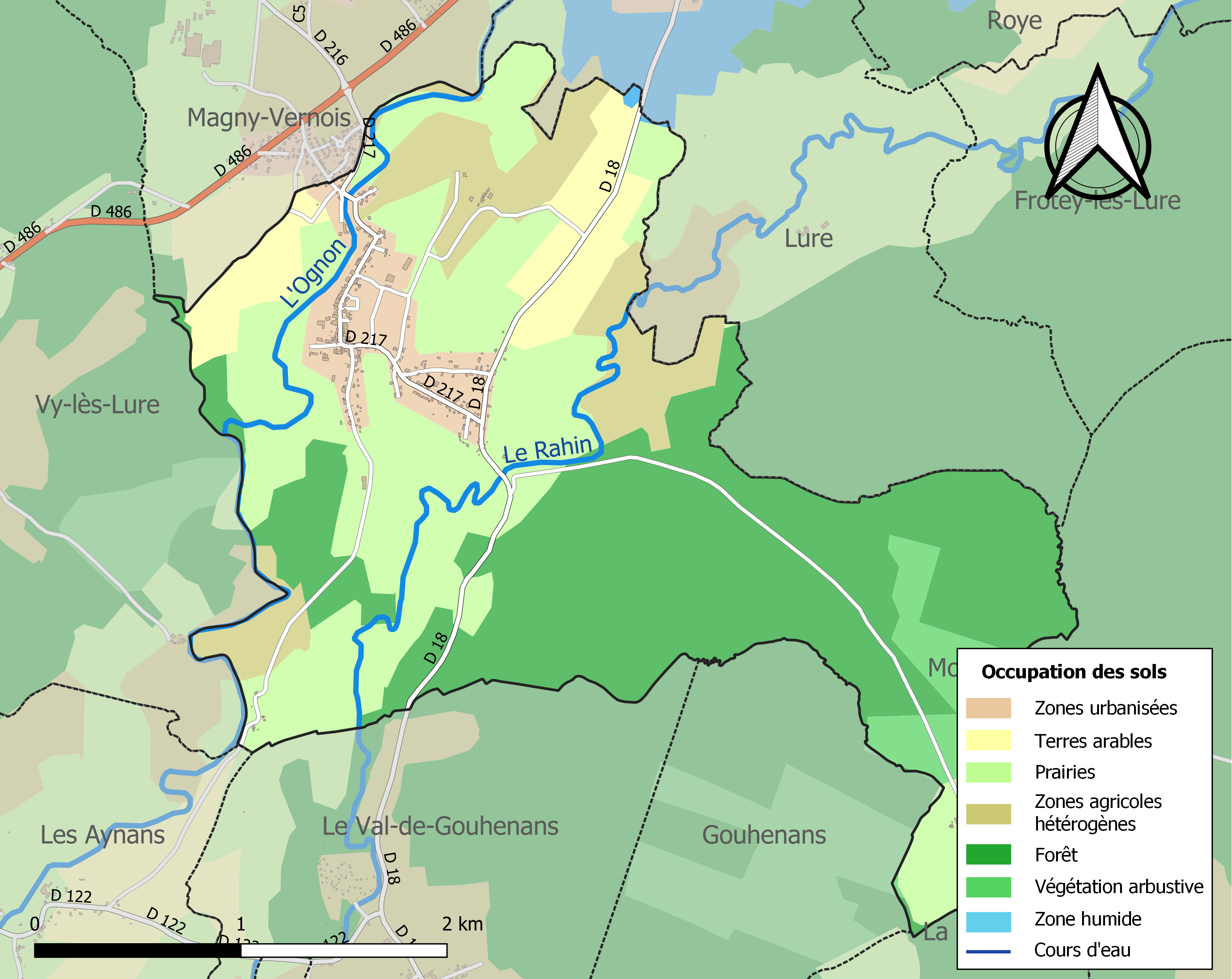
Carte des infrastructures et de l'occupation des sols de la commune en 2018 (CLC).

### Projet d'aménagement et paysage
La commune fait partie du plan local d'urbanisme intercommunal (PLUi) de la communauté de communes du pays de Lure (CCPL), document d'urbanisme de référence pour la commune et toute l'intercommunalité approuvé le 26 juin 2018. Vouhenans fait également partie du SCOT du pays des Vosges saônoises, un projet de territoire visant à mettre en cohérence l'ensemble des politiques sectorielles, notamment en matière d’habitat, de mobilité, d’aménagement commercial, d’environnement et de paysage.

## Toponymie
Vulnens en 1178, Vounans en 1317, Vouhenans depuis 1748[réf. nécessaire].

## Histoire

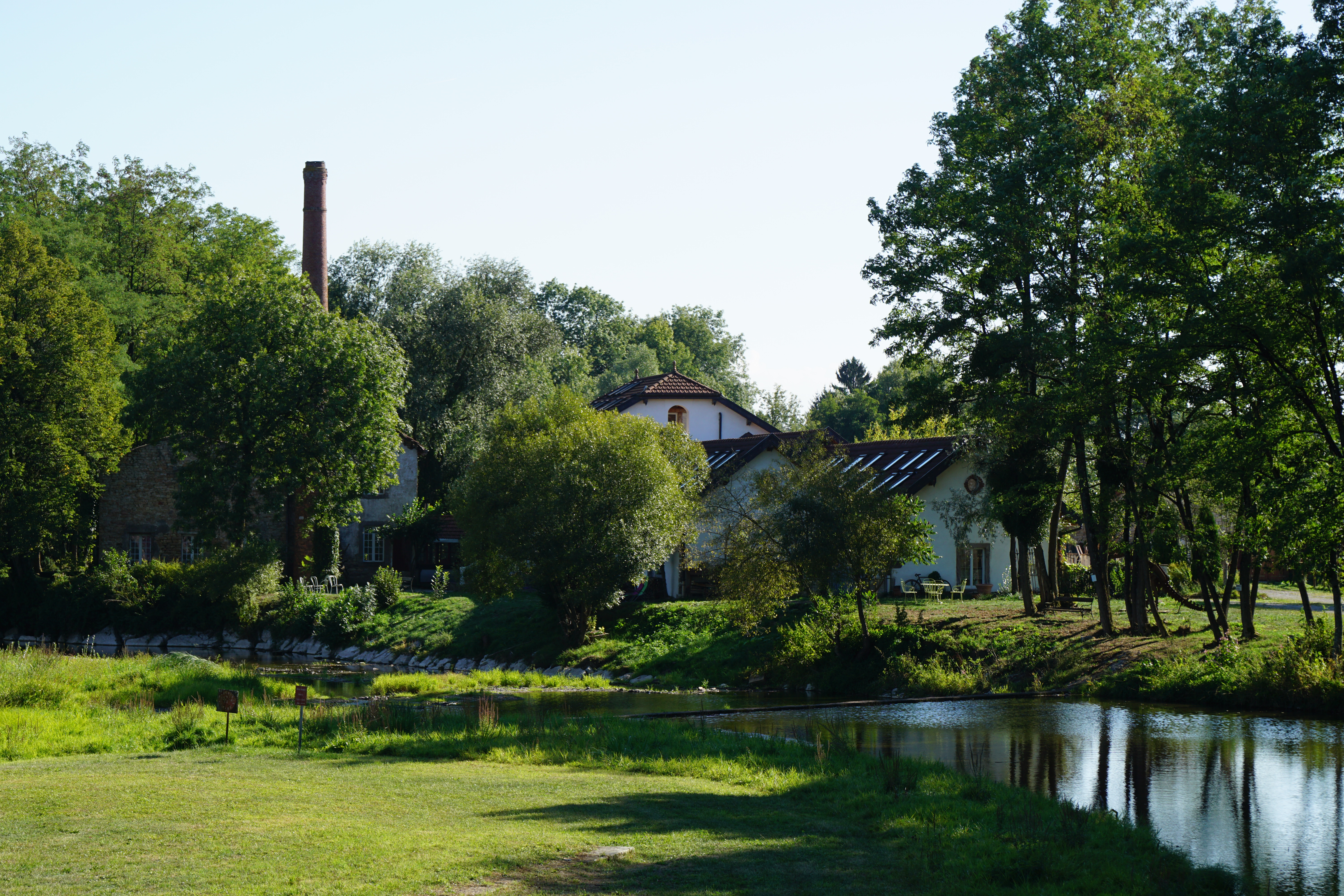
Ancienne usine.

En septembre 1944, lors de la Libération de la France, un seul obus est tombé sur le village, touchant le presbytère alors inoccupé, provoquant quelques dégâts matériels[réf. nécessaire].

## Politique et administration

### Rattachements administratifs et électoraux

Carte départementale représentant en rouge la communauté de communes du Pays de Lure.

La commune fait partie de l'arrondissement de Lure du département de la Haute-Saône. Pour l'élection des députés, elle fait partie de la deuxième circonscription de la Haute-Saône.
Elle faisait partie de 1801 à 1985 du canton de Lure.  Celui-ci a été scindé par le décret du 31 janvier 1985 et la commune rattachée au canton de Lure-Sud. Dans le cadre du redécoupage cantonal de 2014 en France, la commune fait désormais partie du canton de Lure-2.
La commune de Vouhenans fait  partie du ressort du tribunal d'instance, du conseil de prud'hommes et du tribunal paritaire des baux ruraux de Lure, du tribunal de grande instance, du tribunal de commerce et de la cour d'assises de Vesoul, du tribunal des affaires de Sécurité sociale du Territoire de Belfort et de la cour d'appel de Besançon.
Dans l'ordre administratif, elle relève du tribunal administratif de Besançon et de la cour administrative d'appel de Nancy,.

### Intercommunalité
La commune fait partie de la communauté de communes du pays de Lure (CCPL), intercommunalité créée en 1998 et dont le territoire est progressivement passé de 8 communes à l'origine à 24 communes en 2016.

### Liste des maires

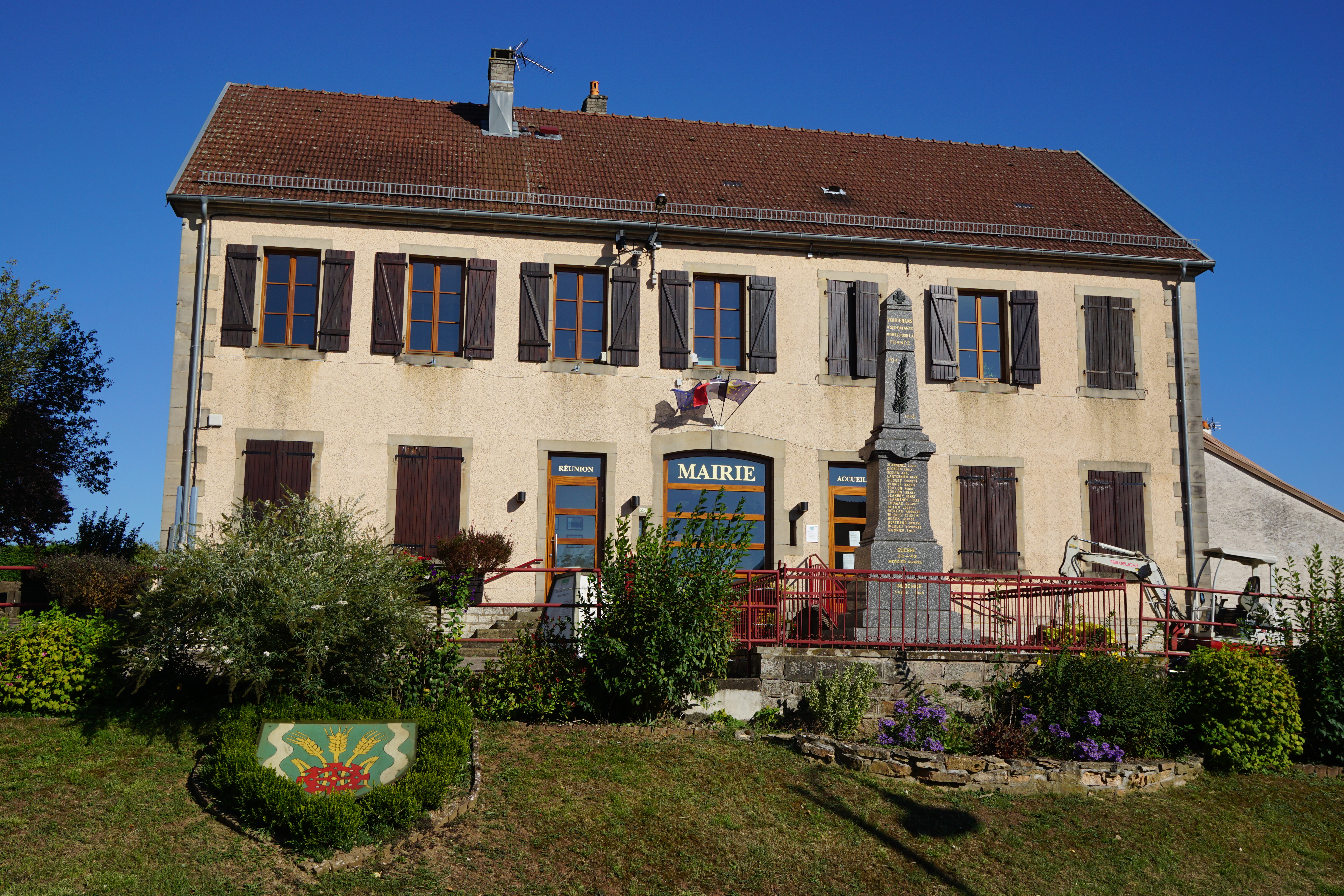
La mairie.

| Période                                  | Période                      | Identité          | Étiquette | Qualité |
| ---------------------------------------- | ---------------------------- | ----------------- | --------- | ------- |
| Les données manquantes sont à compléter. |                              |                   |           |         |
| avant 1981                               | ?                            | Henri Jeanroy     |           |         |
| juin 1995                                | mars 2014                    | Louis Arnaud      |           |         |
| mars 2014                                | juillet 2020                 | Paul Daval        | SE        |         |
| juillet 2020                             | En cours (au 4 juillet 2020) | Christian Claudel |           |         |

## Population et société

### Évolutions démographiques
L'évolution du nombre d'habitants est connue à travers les recensements de la population effectués dans la commune depuis 1793. Pour les communes de moins de 10 000 habitants, une enquête de recensement portant sur toute la population est réalisée tous les cinq ans, les populations de référence des années intermédiaires étant quant à elles estimées par interpolation ou extrapolation. Pour la commune, le premier recensement exhaustif entrant dans le cadre du nouveau dispositif a été réalisé en 2008.

En 2022, la commune comptait 381 habitants, en évolution de +4,1 % par rapport à 2016 (Haute-Saône : −1,4 %, France hors Mayotte : +2,11 %).
| 1793 | 1800 | 1806 | 1821 | 1831 | 1836 | 1841 | 1846 | 1851 |
| ---- | ---- | ---- | ---- | ---- | ---- | ---- | ---- | ---- |
| 414  | 483  | 458  | 442  | 513  | 513  | 548  | 529  | 554  |

| 1856 | 1861 | 1866 | 1872 | 1876 | 1881 | 1886 | 1891 | 1896 |
| ---- | ---- | ---- | ---- | ---- | ---- | ---- | ---- | ---- |
| 505  | 550  | 562  | 565  | 524  | 524  | 505  | 485  | 482  |

| 1901 | 1906 | 1911 | 1921 | 1926 | 1931 | 1936 | 1946 | 1954 |
| ---- | ---- | ---- | ---- | ---- | ---- | ---- | ---- | ---- |
| 466  | 466  | 452  | 391  | 403  | 351  | 348  | 298  | 323  |

| 1962 | 1968 | 1975 | 1982 | 1990 | 1999 | 2006 | 2008 | 2013 |
| ---- | ---- | ---- | ---- | ---- | ---- | ---- | ---- | ---- |
| 279  | 313  | 335  | 343  | 355  | 403  | 405  | 405  | 374  |

| 2018 | 2022 | - | - | - | - | - | - | - |
| ---- | ---- | - | - | - | - | - | - | - |
| 376  | 381  | - | - | - | - | - | - | - |

### Santé
L'hôpital le plus proche étant celui de Lure, de plus en plus désinvestis par les services publics au profit de celui de Vesoul, il n'est pas exclu qu'à moyen terme, Vouhenans se trouve dans un désert médical, contraignant à la fréquentation des hôpitaux de Belfort, Montbéliard ou Vesoul, accessible entre 30 minutes et une heure en voiture. Par ailleurs, ces hôpitaux fusionnent en 2017 au profit de la nouvelle infrastructure commune du centre hospitalier de Belfort-Montbéliard, située à mi-chemin entre les deux villes, à Trévenans.

### Services
Hormis les services assurés par la mairie, qui a emménagé en 2014 dans l'ancienne école, la commune n'a aucun service public sur son territoire. L'ensemble des services publics sont disponibles à Lure, qui concentre le Pôle emploi, EDF, les impôts, la justice ou la bibliothèque, médiathèque et espace culturels.

### Cultes
Le village dispose d'une église catholique, consacrée à saint Nicolas.

### Manifestations culturelles et festivités
L'association Espoir de la butte organise la Fête de la butte, chaque année à la fin du mois d'août depuis 1974.

## Économie
Le village dépendant économiquement des deux centres urbains de Lure et de l'agglomération d'Héricourt-Montbéliard. Ces deux pôles offrent de nombreux emplois et sont rapidement accessibles par la double-voie expresse E 54 passant dans ces axes à proximité de Vouhenans.

## Culture locale et patrimoine

### Lieux et monuments

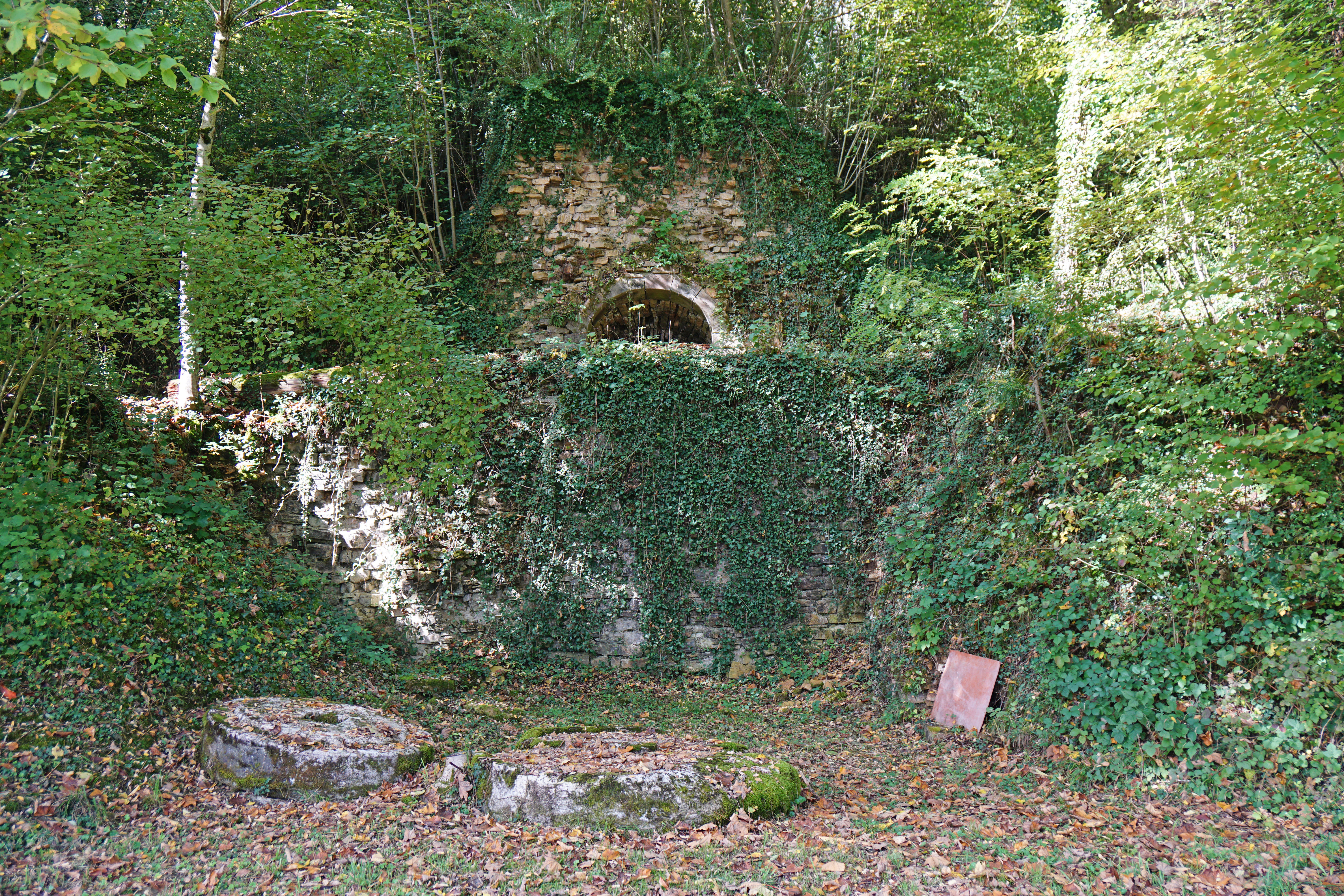
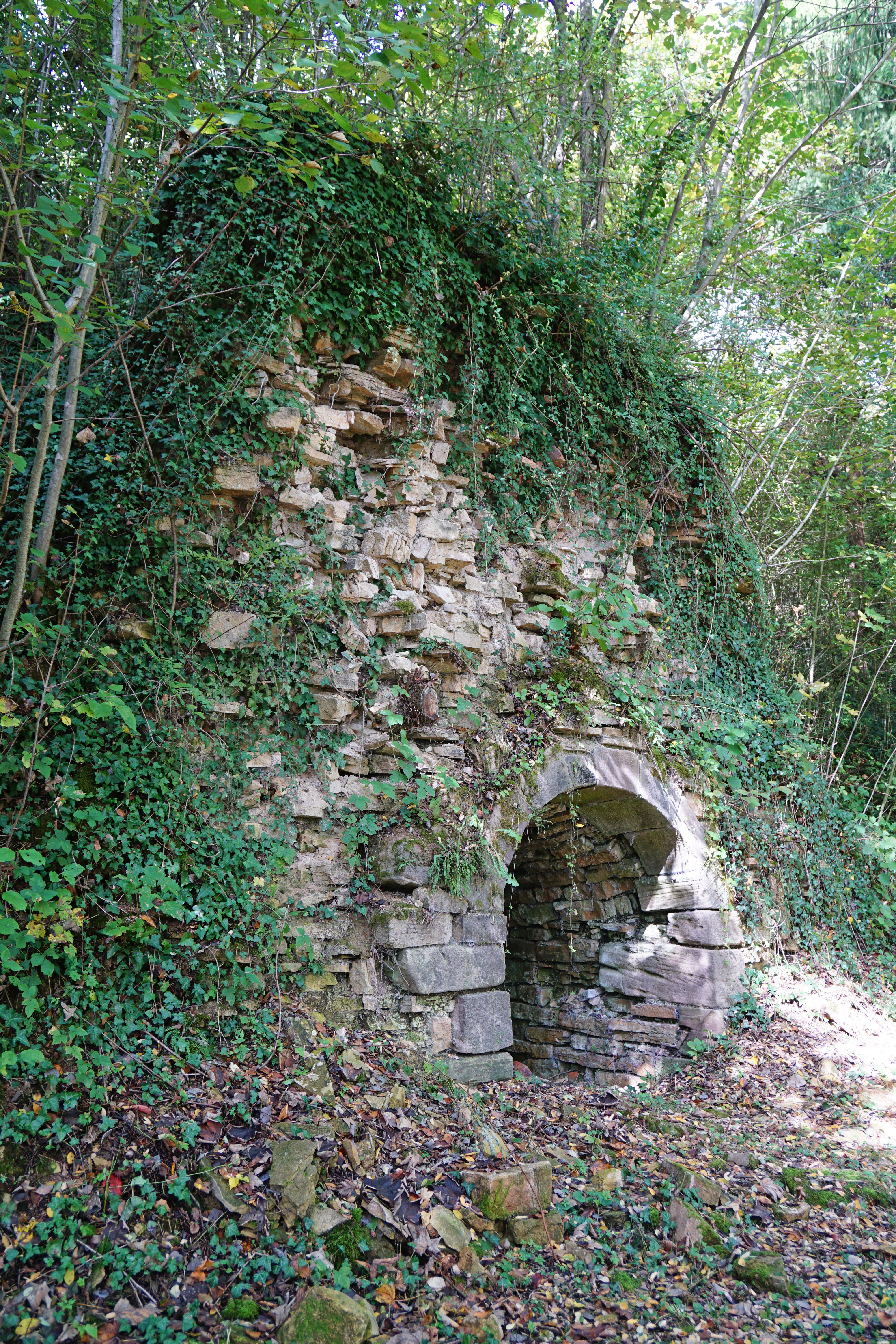
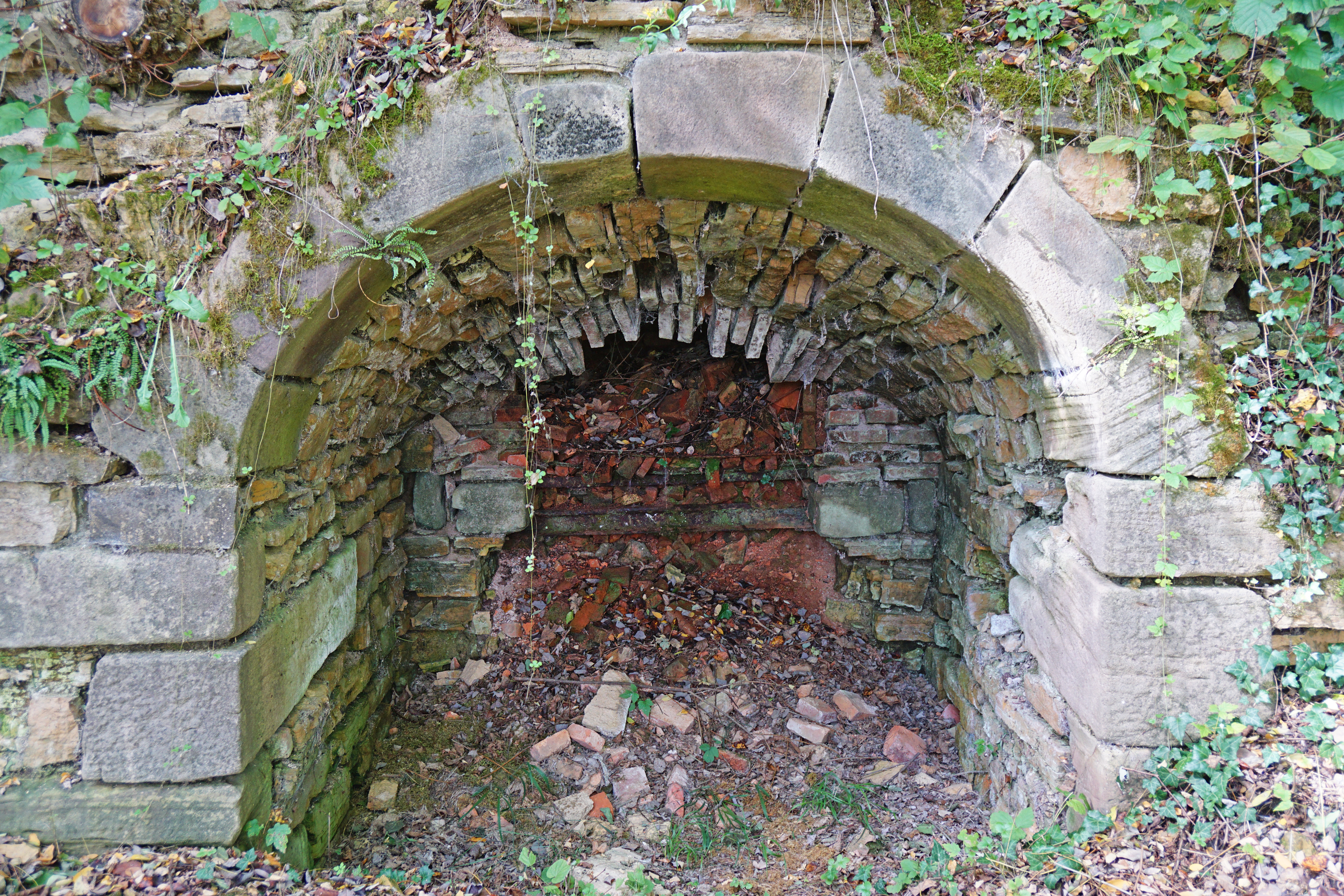
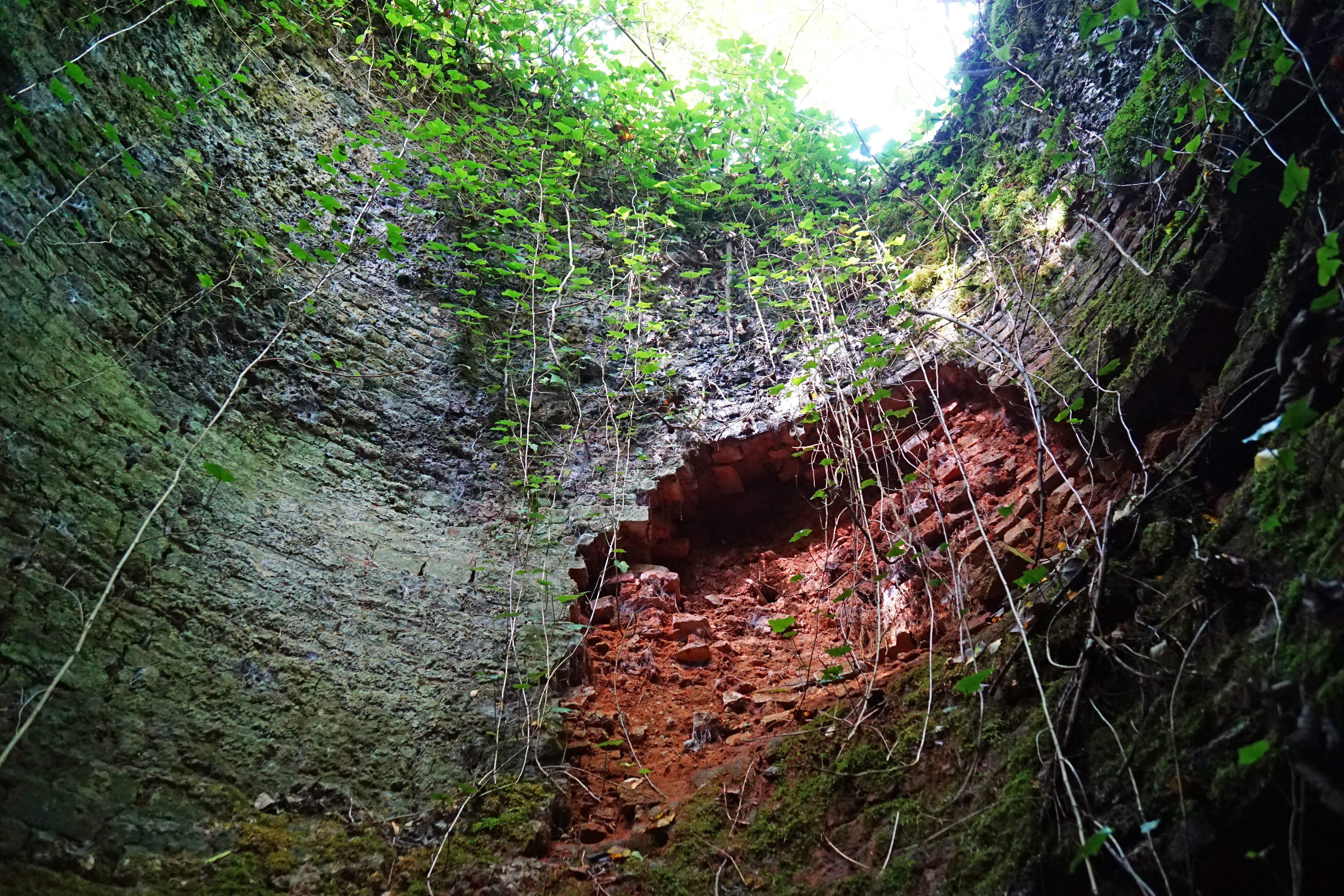

- L'église Saint-Nicolas ;
- la croix Saint-Nicolas ;
- le monument aux morts ;
- la statue de la Vierge sur le pont sur l'Ognon, à l'entrée du village. Sa bénédiction a eu lieu le 7 septembre 1879 ;
- la butte de Vouhenans d'où l'on peut observer le paysage alentour et s'enrichir grâce au panneau panoramique présent ;
- deux fontaines publiques[31].

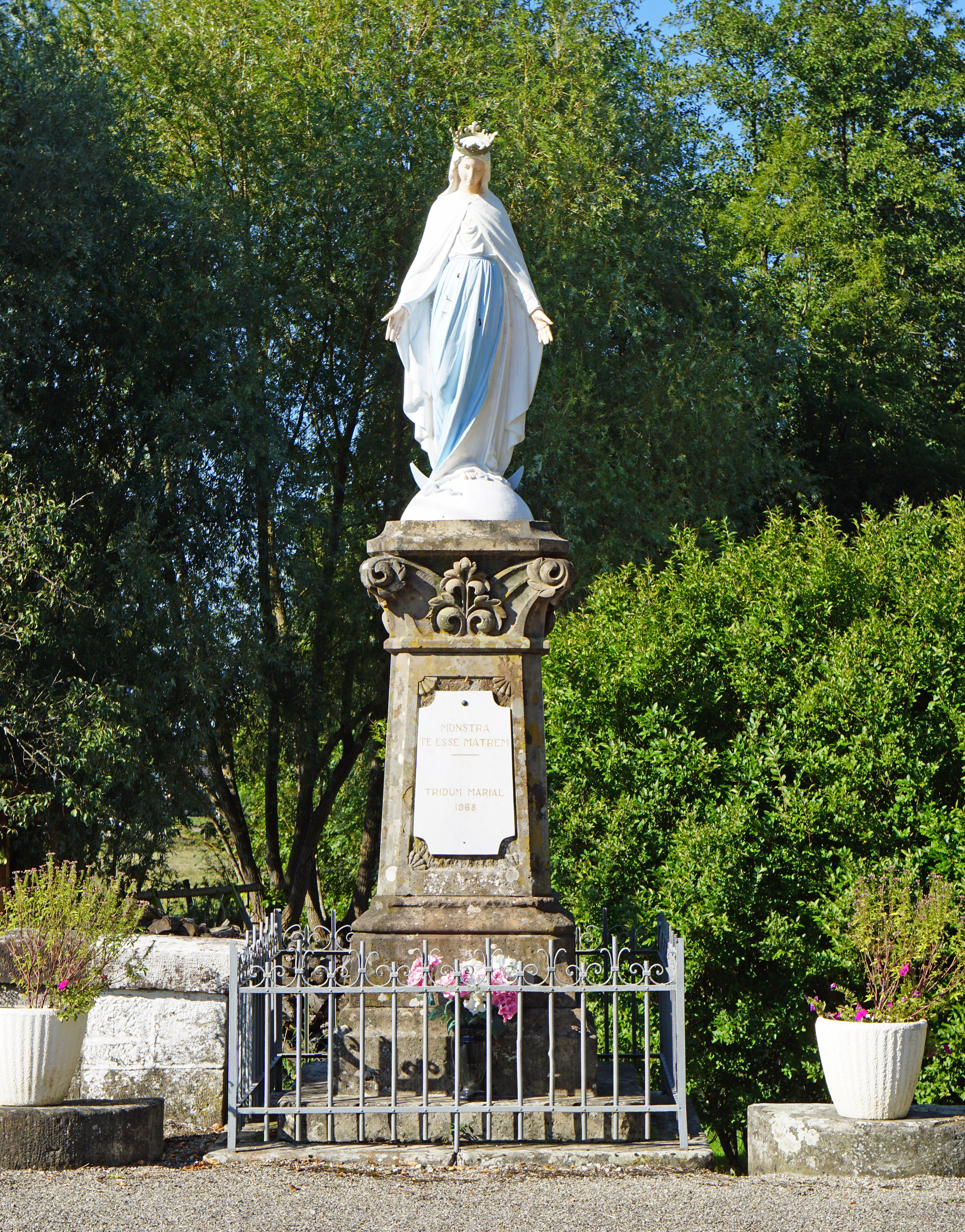
La Vierge.
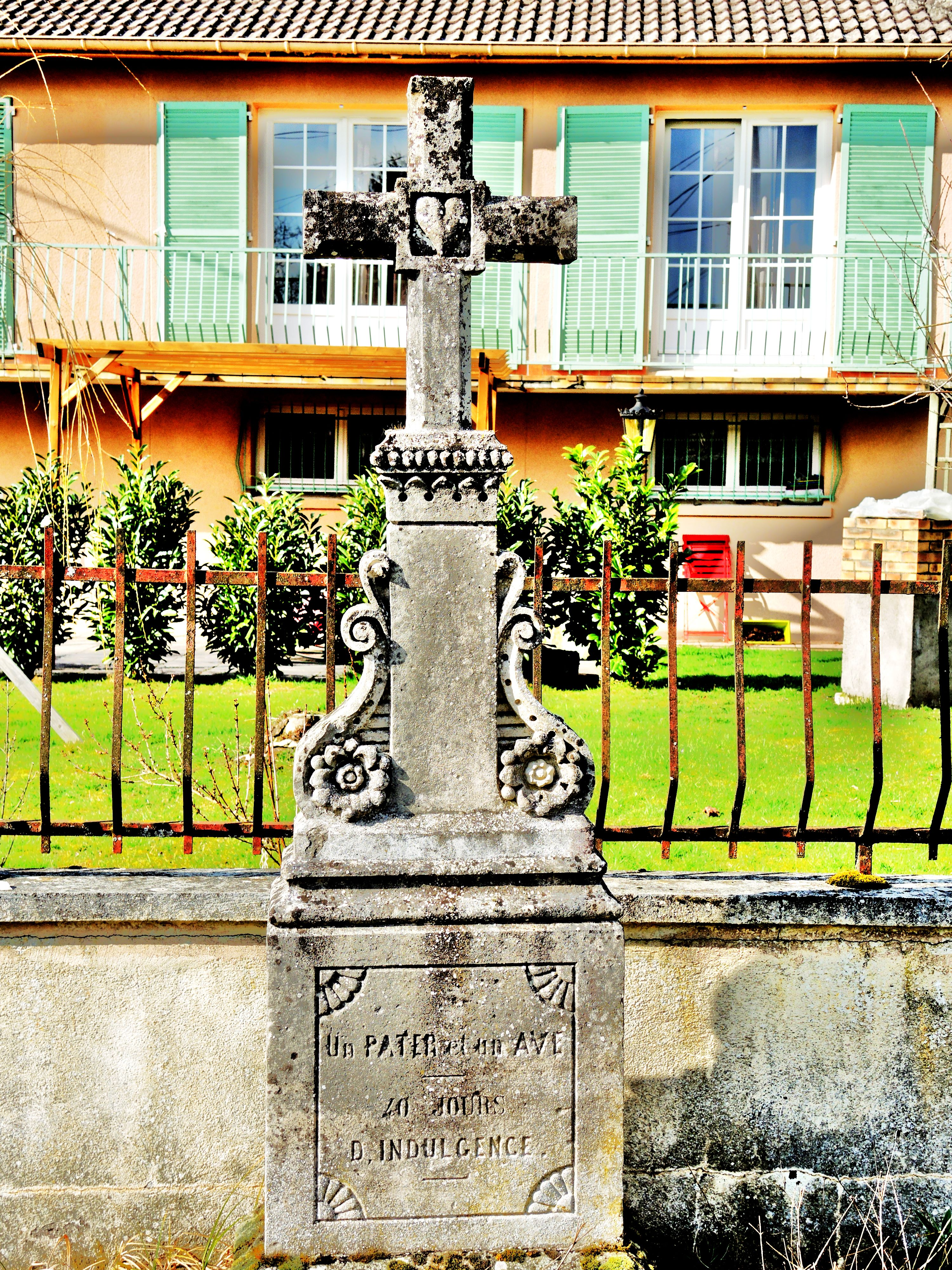
Croix saint Nicolas.
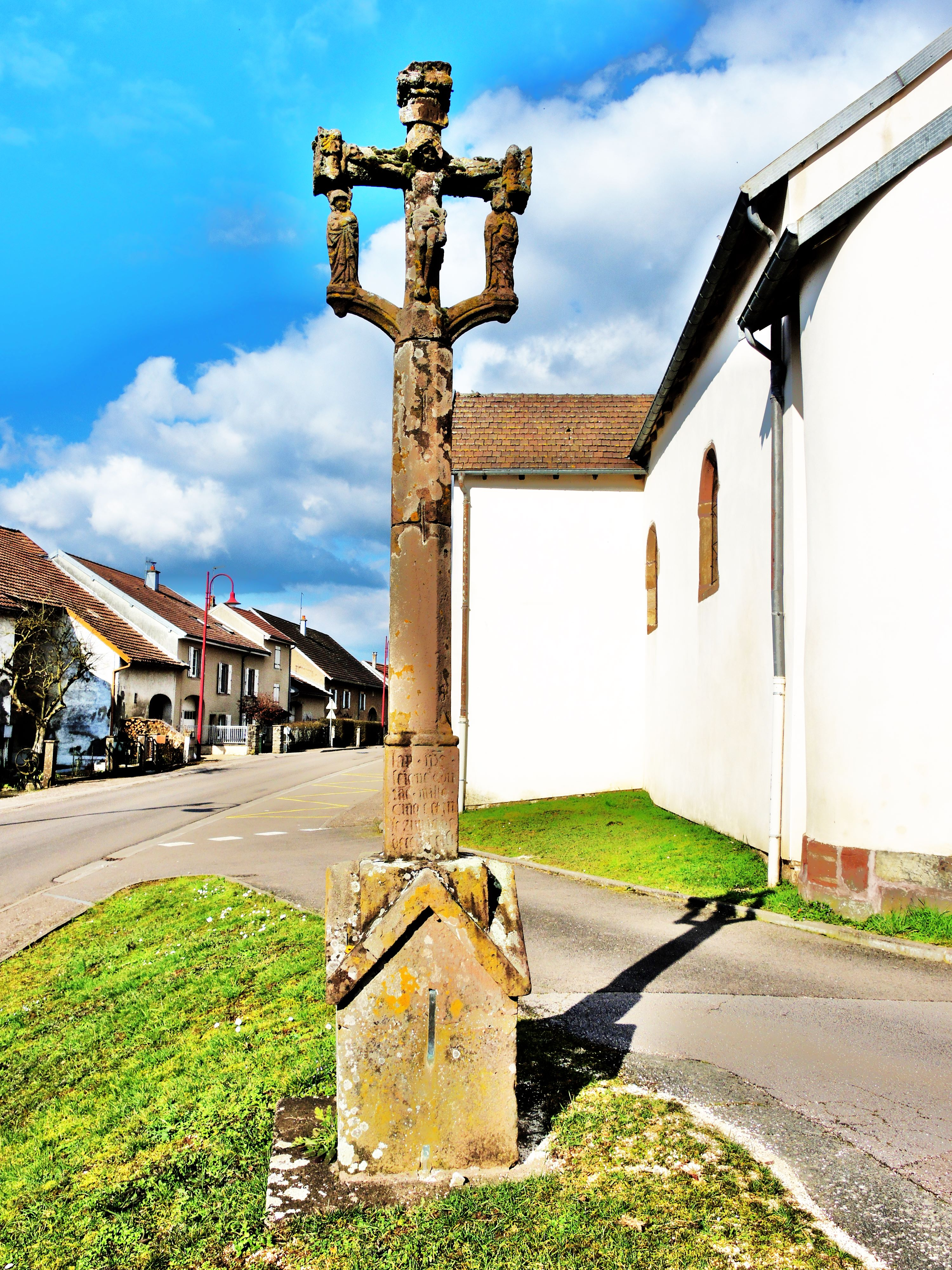
Calvaire de 1503, près de l'église.
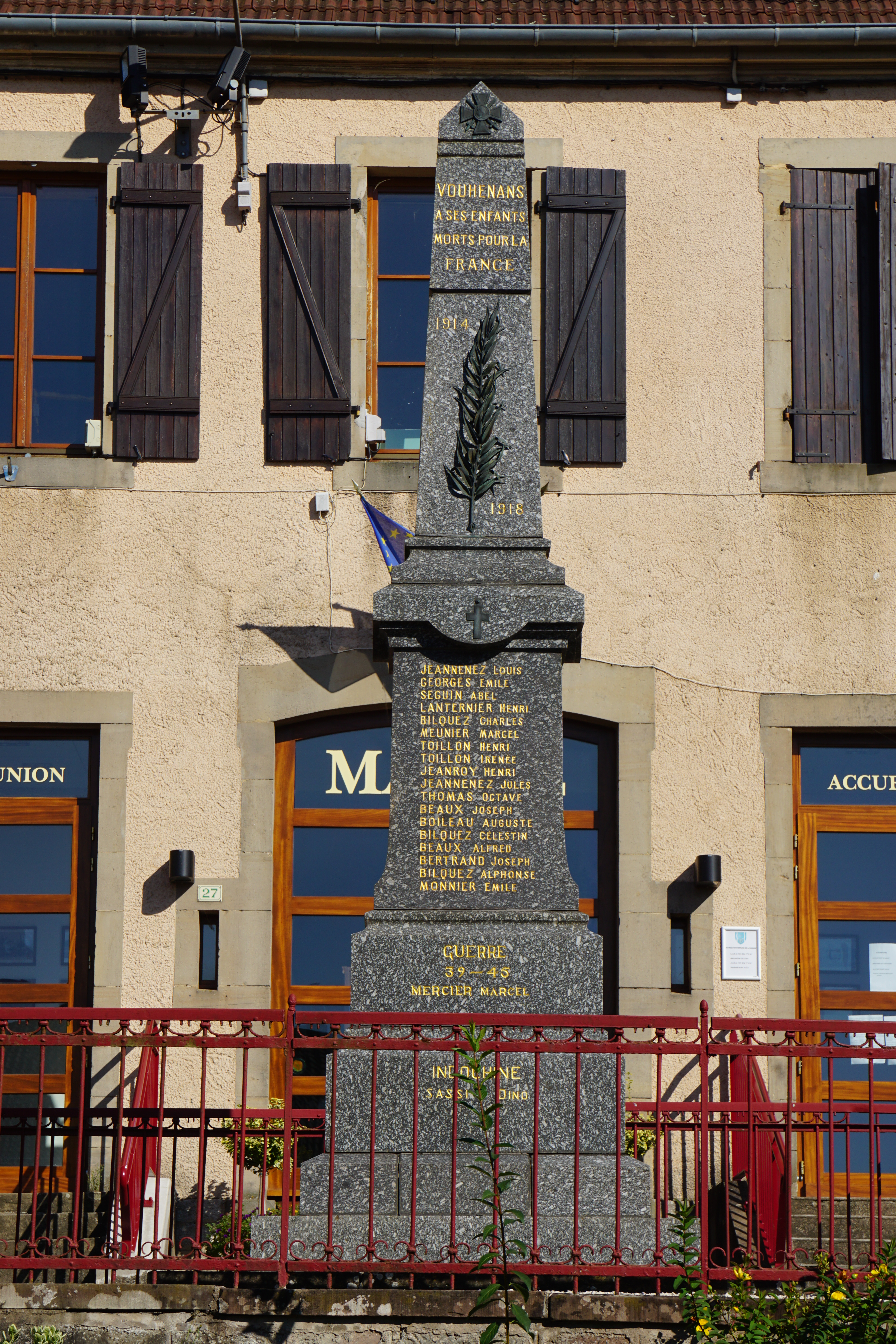
Le monument aux morts.
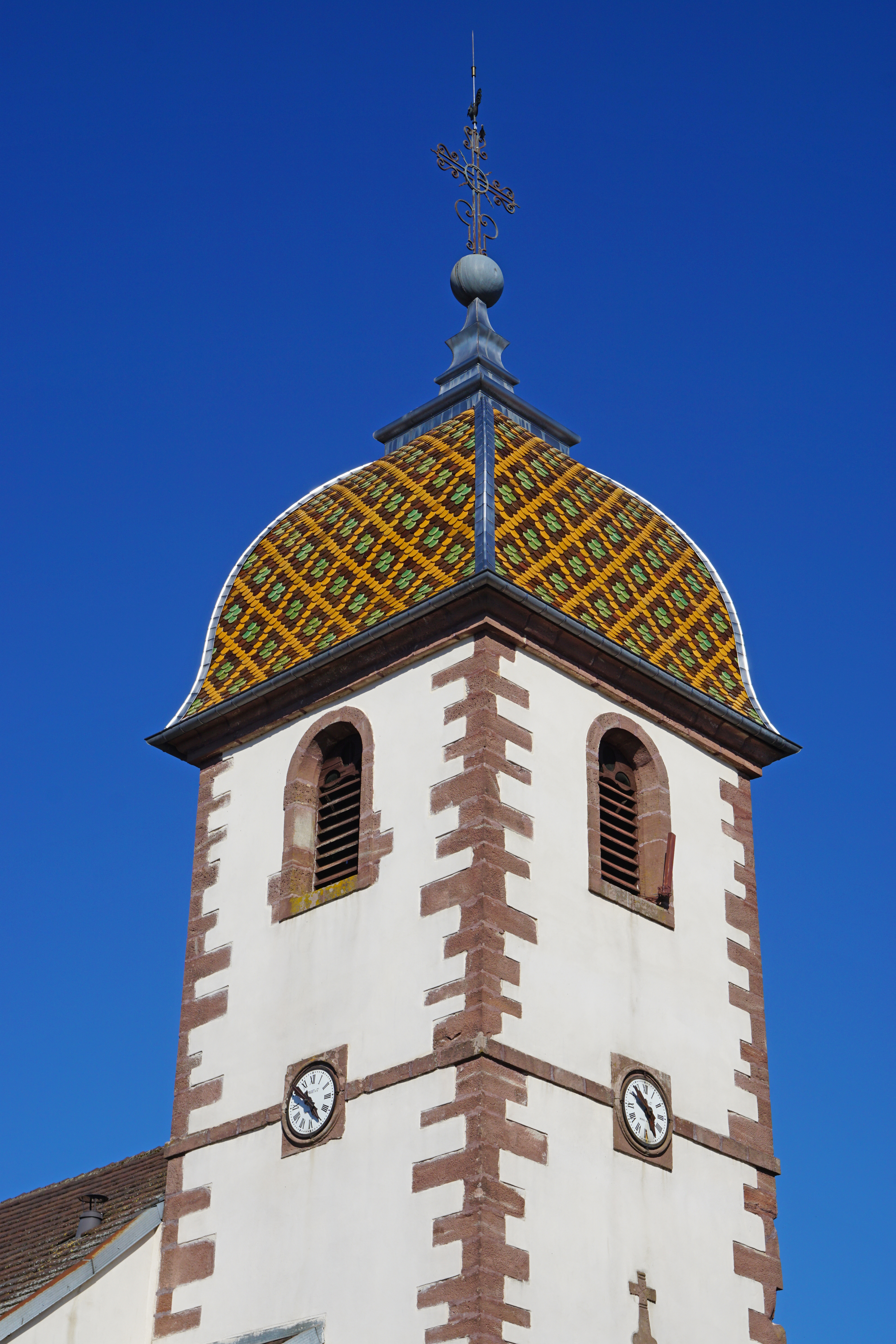
Le clocher.
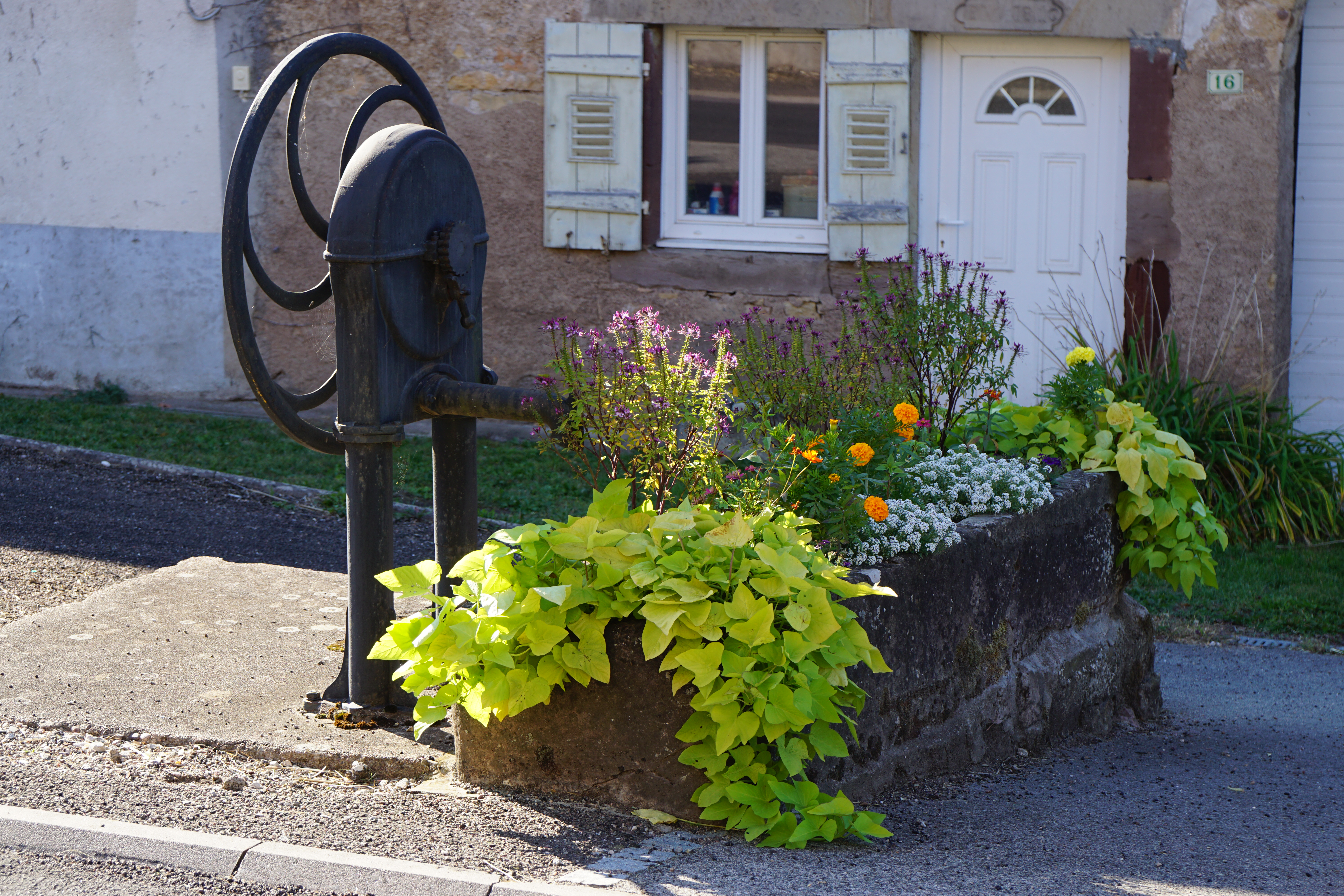
Vieille pompe-fontaine.

- Un ancien four à chaux.

### Personnalités liées à la commune

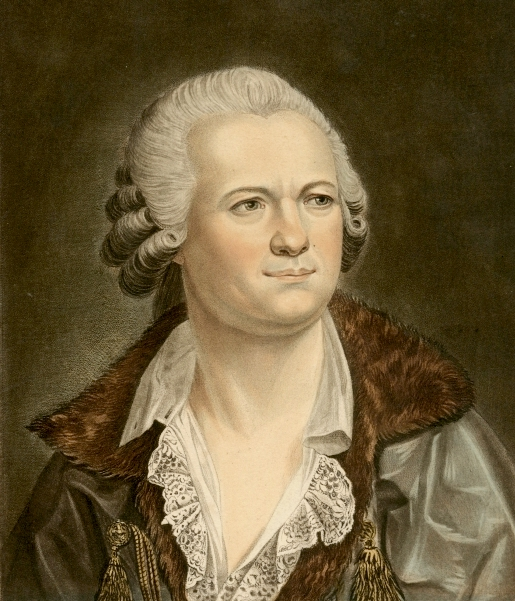
Pierre Joseph Desault.

- Pierre Joseph Desault, né  le 6 février 1744  à Vouhenans et mort à Paris le 1er juin 1795, il fut un précurseur de la chirurgie moderne, il apporta des soins à Louis XVII de France alors emprisonné à la Tour du Temple. Il fut nommé successivement professeur à l'école pratique, membre du collège de chirurgie en 1776, chirurgien en chef de la Charité en 1782, puis de l'Hôtel-Dieu en 1788. Il enseigna l'anatomie sur des cadavres et non plus sur les planches murales ou sur des pièces de cire. Pendant la Révolution française, il se dévoua aux malades et aux blessés. Il fut chargé en 1795 de donner des soins au jeune Louis XVII. Il mourut pendant ce traitement, à 51 ans. Une rumeur se propagea, Pierre Joseph Desault aurait été empoisonné pour avoir refusé de réaliser certains projets criminels du gouvernement révolutionnaire qui aurait voulu tuer Louis XVII. L'autopsie faite de son cadavre ne révéla aucune trace de poison dans ses organes. La rue principale de Vouhenans porte son nom.

### Héraldique
|  | Les armes de la commune se blasonnent ainsi : De sinople aux trois épis de blé tigés et feuillés d’or, à la roue de moulin de gueules cloutée alternativement du champ et d’argent brochant en pointe sur les tiges, le tout accosté de deux vergettes ondées d’argent. |